# 海上教堂

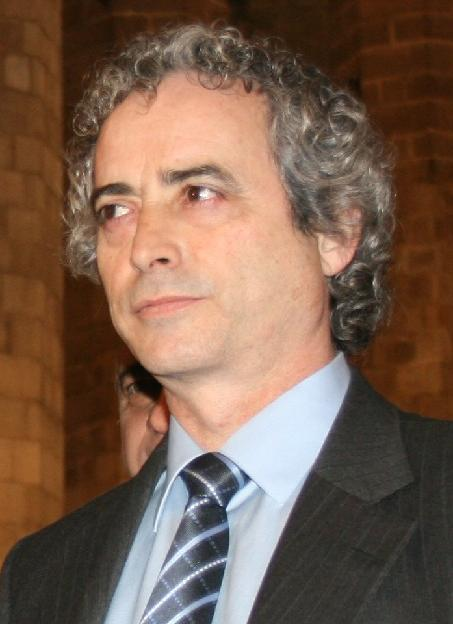
作者伊德方索·法康尼斯

《海上教堂》，是西班牙律師兼作家伊德方索·法康尼斯於2006年出版的歷史小說，共被譯成超過32種語言，全球銷售超過220萬冊。故事以14世紀西班牙加泰羅尼亞的巴塞隆納為背景，故事情節包含了當時小人物的愛情、戰火、瘟疫、飢荒、巫術、反猶太主義、宗教法庭。

## 故事大綱

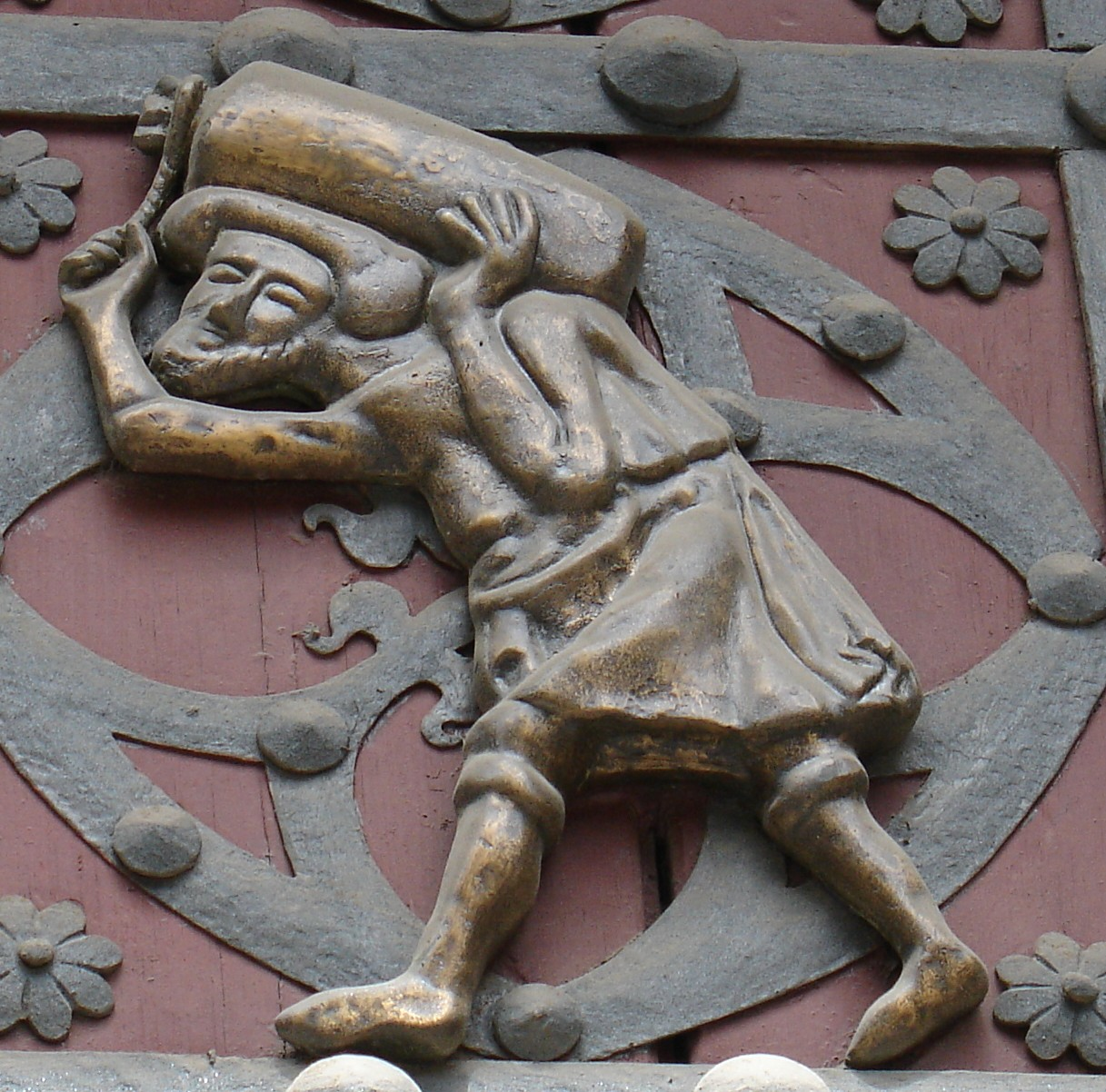
雕於海洋聖母教堂石頭上的「大力士」像

故事中，男主角的父親柏納·艾斯坦優是個封建社會下的農奴，為了讓兒子亞諾能成為一個自由的人，柏納帶著亞諾逃亡到巴塞隆納。亞諾長大成人後，先是當一個「大力士」，在港口做搬運工的工作，也為海洋聖母教堂搬運建築的石塊，並以協助建造海洋聖母教堂，為一生的目標。他之後還從軍打仗，接著成為一個貨幣兌換商，最後成為一個貴族。
亞諾在一場對猶太人的迫害中，救了一對兒童，他們的父親為了感謝他，將身邊最重要的助手僕人吉良送給亞諾，並協助亞諾成為一個富有的商人。但也因為亞諾和猶太人成為朋友，讓亞諾被送進了宗教法庭。最後亞諾的義弟卓安和吉良合力，將亞諾由宗教法庭中救出。
故事在海洋聖母教堂落成的鐘聲下畫下句點。

## 獲獎記錄
- Euskadi de Plata 2006（西班牙）
- The Qué Leer Award（西班牙）
- 2007年義大利薄伽丘文學獎 最佳外語作者